# Articulation huméro-ulnaire
L'articulation huméro-ulnaire (ou articulation huméro-cubitale) est une des articulations constituante de l'articulation du coude. Elle relie l'humérus et l'ulna.

## Surfaces articulaires
L'articulation huméro-ulnaire est une jointure synoviale de type ginglyme (ou articulation trochléaire).
Ses surfaces articulaires sont la trochlée humérale et de l'incisure trochléaire de l'ulna.

## Anatomie fonctionnelle
L'articulation huméro-ulnaire permet les mouvements de flexion extension de l'avant-bras selon l'axe transversal passant par l'extrémité inférieure de l'humérus.
La flexion est d'environ 140° et est limité par les faisceaux postérieurs des ligaments collatéraux radial et ulnaire et par le bras.
L'extension est limité par les faisceaux antérieurs des ligaments collatéraux radial et ulnaire et par l'olécrane dans la fosse de l'olécrane. L'amplitude de l'extension est de -5° et peut atteindre -10° pour les enfants et les femmes grâce à l'hyperlaxité ligamentaire.
L'adaptation précise de la trochlée de l'humérus, avec ses saillies et ses dépressions, à l'échancrure trochléenne de l'ulna, empêche tout mouvement latéral.
Du fait de l'obliquité de la trochlée de l'humérus, ce mouvement ne s'effectue pas dans le plan antéro-postérieur du corps de l'humérus. Lorsque l'avant-bras est en extension et en supination, l'axe du bras et de l'avant-bras ne sont pas dans la même ligne : ils forment un angle obtus.. Lors de la flexion, cependant, l'avant-bras et la main ont tendance à se rapprocher de la ligne médiane du corps, et permettent ainsi de porter facilement la main vers le visage.
La flexion de l'articulation huméro-ulnaire est produite par l'action des muscles biceps brachial et brachial, assistée par le muscle brachio-radial, avec une infime contribution des muscles issus de l'épicondyle médial de l'humérus.
L'extension dans l'articulation huméro-ulnaire est produite par les muscles triceps brachial et anconé, avec une infime contribution des muscles issus de l'épicondyle latéral de l'humérus.